# پرات‌ویل (کالیفرنیا)
پرات‌ویل (به انگلیسی: Prattville) یک منطقهٔ مسکونی در ایالات متحده آمریکا است که در شهرستان پلوماس، کالیفرنیا واقع شده‌است. پرات‌ویل ۱٫۵۶۱ کیلومتر مربع مساحت و ۳۳ نفر جمعیت دارد و ۱٬۳۸۲ متر بالاتر از سطح دریا واقع شده‌است.